# サルーム・デルタ国立公園

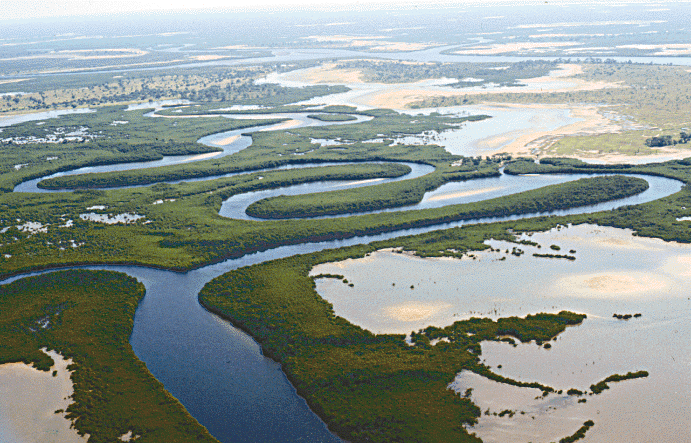
サルーム・デルタ

サルーム・デルタ国立公園 (Parc national du delta du Saloum, PNDS) は、セネガルに6つある国立公園の一つで、その面積760 km2 は同国最大の国立公園であるニョコロ＝コバ国立公園に次ぐ。この国立公園の全域を含む一帯は、2011年にUNESCOの世界遺産リストに登録された。

## 位置

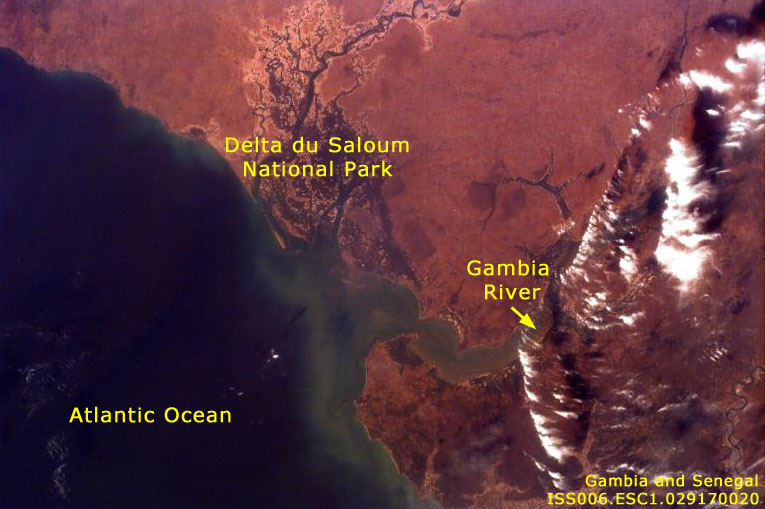
サルーム三角州の衛星写真（NASA）

セネガル西部の大西洋沿岸に位置し、南はガンビア国境と接する。シヌ＝サルームの三角州（サルーム・デルタ）の主要部分を占め、マングローブなどが生い茂る湿地帯が広がる。その環境は、湿地帯以外に、砂地の多い小島、海洋環境、サバナなどによって構成されている。

## 歴史
1976年5月28日のデクレ (le décret N° 76-577) で、国立公園に指定された。1981年にはUNESCOの生物圏保護区に、1984年にはラムサール条約の登録地にもなった。
2005年にはサルーム・デルタの一部分として、世界遺産の暫定リストにも加わり、2011年にサルーム・デルタの世界遺産登録にともない、その一部分となった。

## 環境
観測される主要なビオトープは、マングローブの茂る泥質地、タンと呼ばれる不毛の土地、海岸、砂の小島、海洋、高木の見られるサバナ地帯である「スーダン帯」などである。

### 動物相

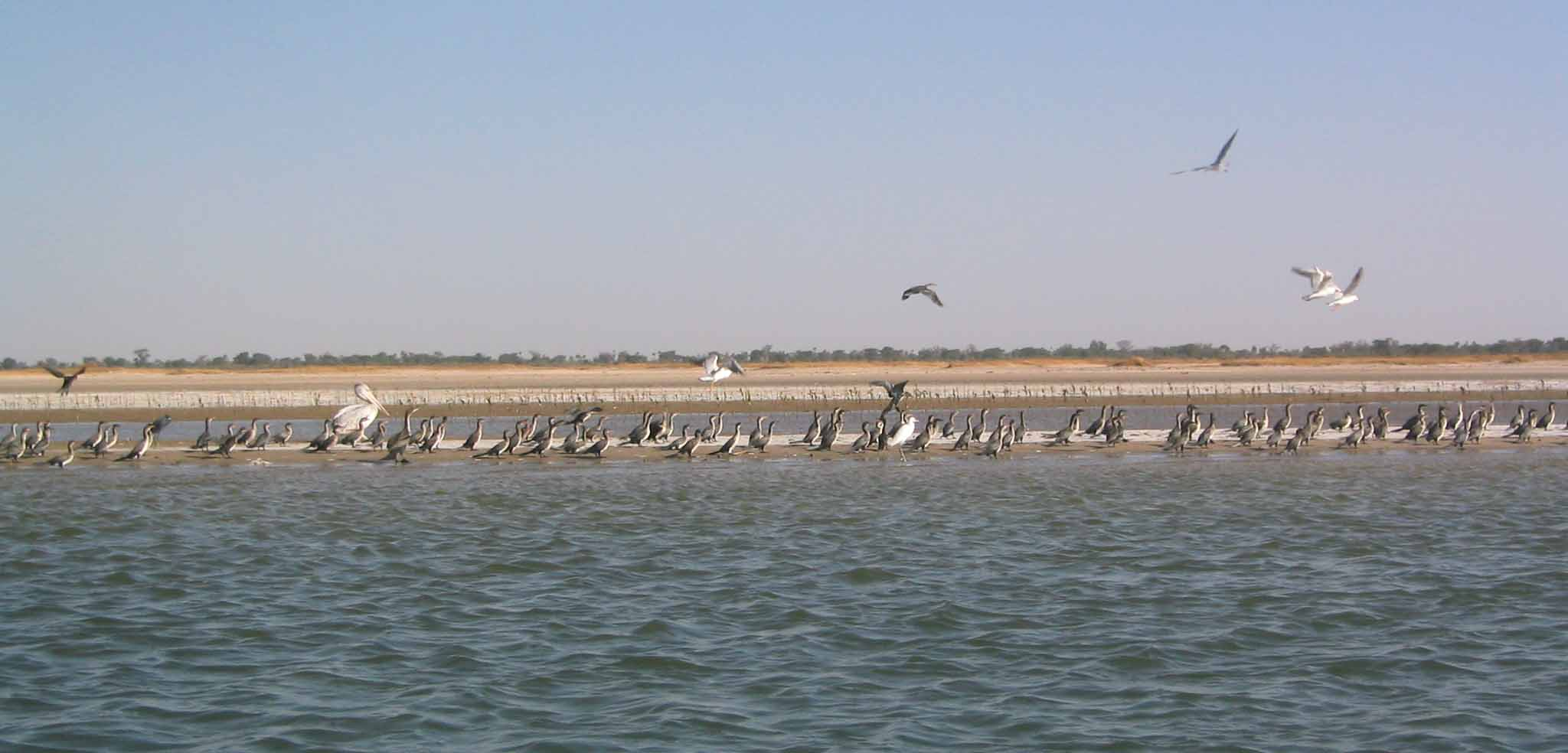
サルーム・デルタに集まる水鳥

哺乳類はそれほど多くはないが、イボイノシシ、ブチハイエナ、ブッシュバック、サバンナダイカー、パタスモンキー、オナガザル科のニシアカコロブスのほか、マナティやイルカなども数種が生息している。
鳥類は国立公園全域で観察され、コフラミンゴ、 コシベニペリカン、オニアオサギ、ハシボソカモメ、ズアオカモメ、アジサシ亜科のアメリカオオアジサシ、オニアジサシ、アフリカクロサギ、エボシメガネモズ、オグロシギ、ソリハシセイタカシギ（Recurvirostra avosetta）などが飛来・生息している。
また、多くの種類の旧北区の泥住環形動物も生息しているほか、魚類も114種生息しているが、これはセネガル国内では特に種が多く集中している地域となっている。

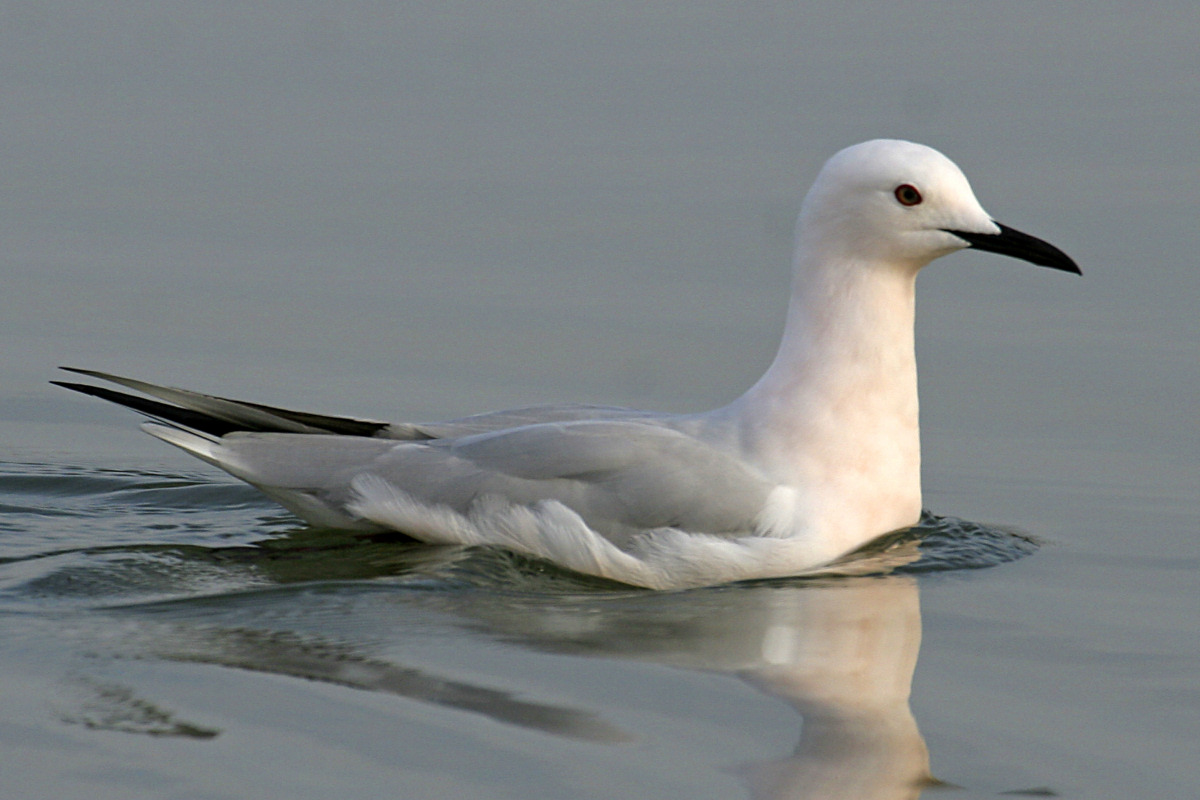
ハシボソカモメ
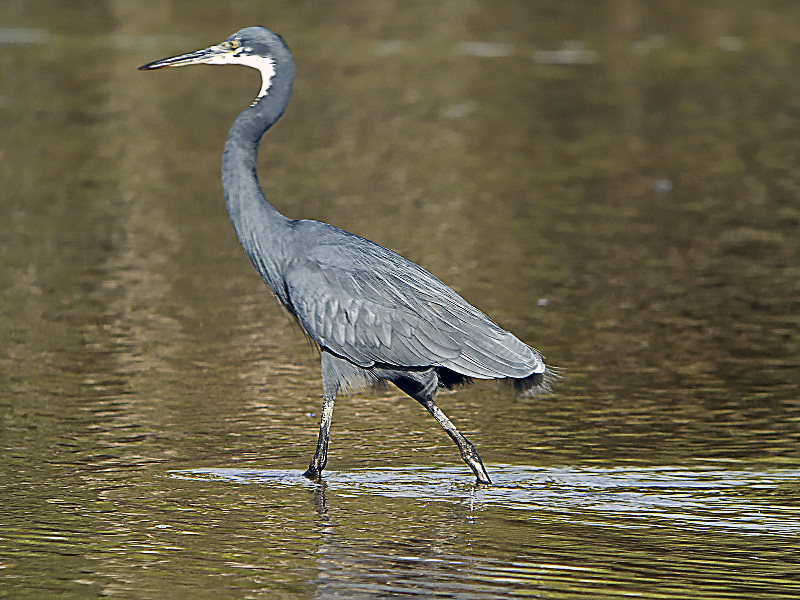
アフリカクロサギ（英語版）
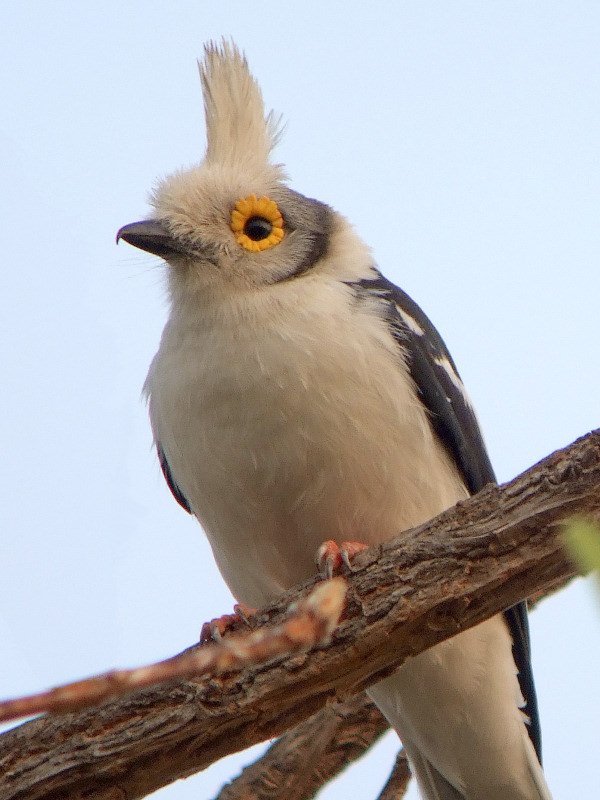
エボシメガネモズ（英語版）